# Palkin (Sankt Petersburg)

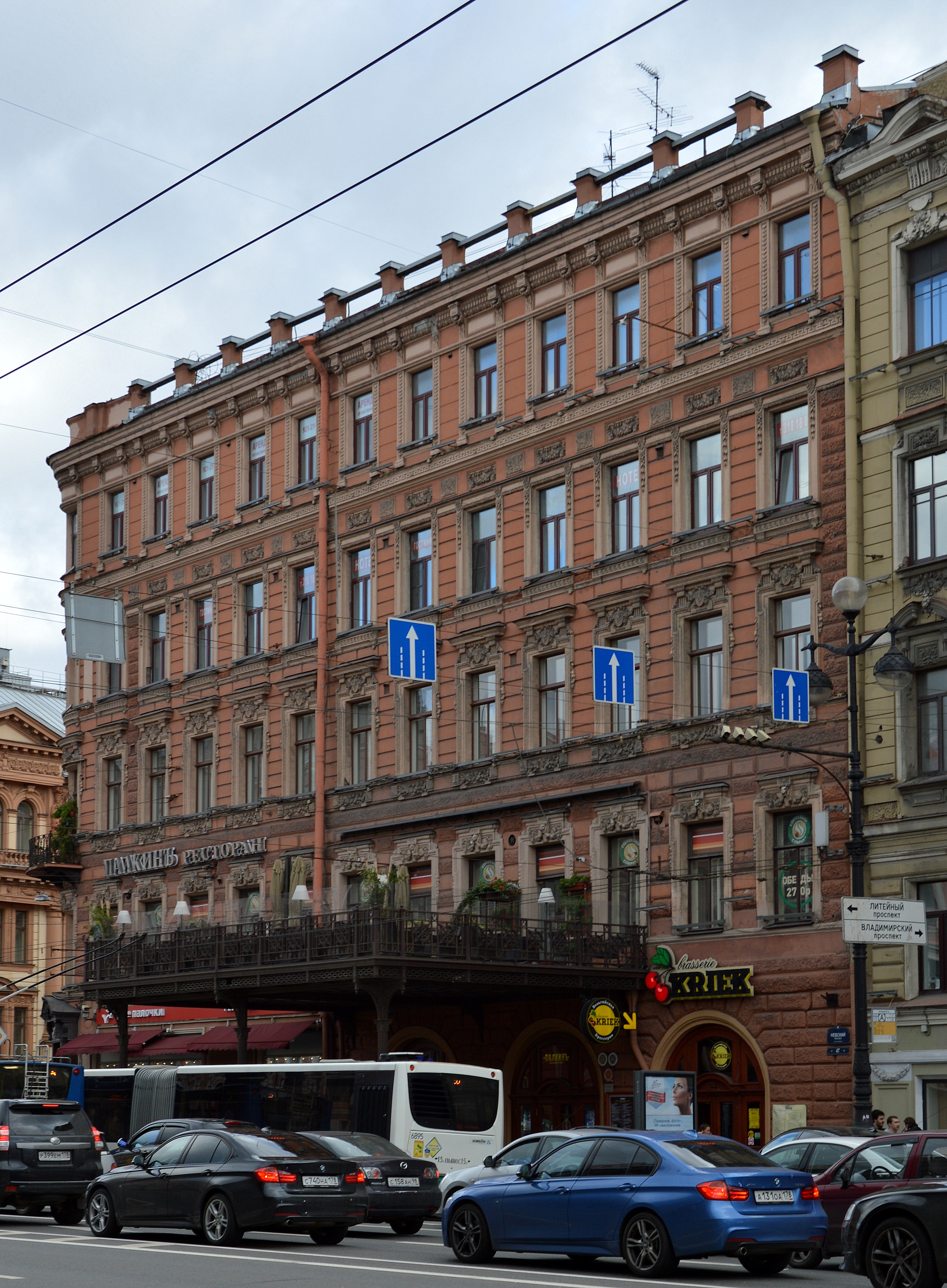
Restaurant Palkin

Das Palkin (russisch Палкин) ist ein traditionelles Restaurant in Sankt Petersburg in Russland.

## Lage
Es befindet sich an der Adresse Newski-Prospekt 47 an der Einmündung des Wladimir-Prospekts auf den Newski-Prospekt.

## Geschichte
Der Name geht auf die Familie Palkin zurück. Sie wurde erstmals 1785 erwähnt und betrieb mehrere Gaststätten. Das Gebäude des heutigen Restaurants Palkin wurde im Jahr 1871 von Konstantin Pawlowitsch Palkin erworben, nachdem er den Gastronomiebetrieb von seinem Vater Pawel Palkin geerbt hatte. Der Professor für Architektur AK Keizer wurde mit der Renovierung des Gebäudes beauftragt. Die Eröffnung des Restaurants KP Palkin erfolgte am 8. September 1874. Das Palkin umfasste 25 Speisesäle und unter anderem auch ein Billardzimmer. Bemerkenswert war eine majestätische mit exotischen Pflanzen und einem Sektbrunnen verzierte Treppe.
1890 erwarb der Hotelier und Inhaber von Feinkostgeschäften Wassili Solowjow das KP Palkin. Durch den Architekten Alexander Sergejewitsch Chrenow wurde 1904 eine Erweiterung des Restaurants und eine Rekonstruierung der Konzerthalle des Hauses vorgenommen. Im Saal traten bekannte Sänger und Musiker auf. Es wurden Konzepte wie das Essen nach einem Theaterabend und das Sonntagsessen mit Musik eingeführt. Die Küche des Restaurants war russisch geprägt, wobei das Palkin zu den ersten Restaurants Russlands gehörte in dem französische Einflüsse bestanden.
Im KP Palkin verkehrten Persönlichkeiten wie der Dichter Alexander Blok, der Wissenschaftler Alexander Butlerow, der Maler Michail Saltykow-Schtschedrin, der Komponist Peter Tschaikowsky sowie die Schriftsteller Nikolai Gogol, Fjodor Dostojewski, Nikolai Leskow und Anton Tschechow.
Nach der Oktoberrevolution wurde das Restaurant 1925 in das Kino Titan umgewandelt. Es wurde zu einem beliebten Treffpunkt der Sankt Petersburger Bevölkerung. 1934 war es Premierenkino des  Films Tschapajew, der den russischen Bürgerkrieg thematisierte. Im Titan fanden  internationale Filmfestivals statt.
Im März 1995 wurde im Haus der Casino-Club Premier eingerichtet. Es bestanden dann auch Pläne wieder ein Restaurant Palkin einzurichten. Die notwendigen Restaurierungsmaßnahmen wurden mit Unterstützung von Fachleuten der Eremitage durchgeführt. Besonderes Augenmerk wurde dabei auf die Wiederherstellung der ursprünglichen Innengestaltung und -ausstattung gelegt. Die Wiedereröffnung des Palkin erfolgte im Sommer 2002.

## Ausstattung und gastronomisches Konzept
Im Gebäude befinden sich mehrere Restaurantbereiche, die im Stil des Anfangs des 20. Jahrhunderts wieder hergestellt wurden. So gibt es einen großen Saal, das Kaminzimmer, das Schachzimmer, eine Bar und das rote Foyer. Bemerkenswert ist die auf Stützen errichtete, in den Newski-Prospekt hineinragende Terrasse.
Die Küche des Restaurants orientiert sich an der historischen Küche der russischen Aristokratie. Es besteht eine umfangreiche Weinkarte aber auch ein großes Angebot an Brandy, Cognac, Calvados, Wodka, Whisky und Gin. Außerdem werden auch Zigarren angeboten.
Im Restaurant wird häufig Live-Musik gespielt. Darüber hinaus bestehen Ausstellungsflächen.

## Trivia
In dem 2015 erschienenen Taktik-Shooter Tom Clancy’s Rainbow Six Siege wird unter anderem die Karte des fiktiven „Cafe Dostojewski“ verwendet, welches in Lage, Aussehen und Einrichtung deutlich vom Restaurant Palkin inspiriert wurde.